# Denís Fonvizin
Denís Ivánovich Fonvizin (o Von Wiesen), en ruso original Дени́с Ива́нович Фонви́зин (Moscú, 14 de abril de 1744 - San Petersburgo, 1 de diciembre de 1792), escritor, dramaturgo, diplomático y traductor ruso de la Ilustración.

## Biografía
Nació en el seno de una noble familia de ascendencia alemana y cursó estudios en el seminario de nobles y luego en la Universidad de Moscú; trabajó como traductor en la Cancillería de Asuntos Exteriores, donde hizo una buena carrera diplomática al servicio del conde Nikita Panin. En 1773 sus servicios fueron recompensados con la adjudicación de varias fincas, incluidos 1180 siervos campesinos. El matrimonio con una acaudalada viuda acabó además con sus problemas económicos. Desde joven mantuvo estrecho contacto con los ambientes literarios de la capital y frecuentó la compañía de Mijaíl Jeraskov, Ippolit Bogdanóvich, Gavrila Derzhavin y Yákov Kniazhnín y se interesó vivamente por el teatro. Sus actividades literarias y públicas y la mordaz sátira de sus obras molestaron a la emperatriz Catalina, quien lo encontró demasiado independiente, casi subversivo. Sus publicaciones fueron prohibidas y el amargado escritor buscó consuelo en los viajes y en la religión.
En 1777 viajó a Francia, donde conoció al enciclopedista D'Alembert, a Marmontel y a otros destacados escritores franceses. Retirado del servicio activo en 1782, viajó en numerosas ocasiones a Francia, Italia y Austria. Murió tras un ataque de hemiplejía y está enterrado en el cementerio de la Catedral de Alejandro Nevski, en San Petersburgo.

## Obras
Inició sus trabajos literarios con la traducción de las fábulas del danés Ludwig Holberg, aunque en realidad su versión fue una retraducción desde el alemán. Su producción teatral, mucho más importante, consta de varias comedias en verso. La primera, Corión, 1764, es la menos representativa, pues se trata de una traducción de la comedia Sidney del francés Jean Baptiste Louis Gresset (1709-1777). Su segunda comedia, El brigadier (inspirada en una pieza de Holberg), escrita entre 1766 y 1769, constituyó el primero de sus grandes éxitos en la escena, sobre todo por su crítica de la galomanía de los afrancesados rusos, y la tercera, El menor (1782), se considera su obra maestra y la cumbre de la comedia clásica rusa del siglo XIX (estuvo en el repertorio dramático ruso casi ciento cincuenta años); en ella ataca la mediocridad y el despotismo y crueldad con los siervos de la clase media rusa. Además, a través de unos personajes grotescos, caricaturas vivientes, el autor arremete con una mordaz sátira contra una serie de vicios sociales como la ignorancia, la glotonería, la corrupción, la beatería y la imitación acrítica de todo lo francés y extranjero en detrimento de lo propio. Otras comedias suyas son La elección de tutor, El mayordomo, Misiva a mis sirvientes.
La estructura de sus comedias se atiene a las convenciones clásicas: respeto a las tres unidades, distribución en cinco actos, personajes claramente positivos o negativos, aunque los personajes negativos tienen en Fontvizin más energía y vida que los positivos, quienes, por el contrario, aparecen en su función moralizadora y doctrinal como abstractos y esquemáticos. Así pues, toda la galería de brutos, glotones, avaros, mentecatos, petimetres, zafios, ignorantes, aduladores rebosa vitalidad. 
Como prosista escribió un Tratado sobre las leyes fundamentales del Estado, 1782, escrito para el heredero del trono; Ensayo del diccionario de lengua rusa, Ruego a la Minerva rusa de parte de los escritores rusos y, muy especialmente, su sátira social Gramática general cortesana. También son muy apreciados su Epistolario, de excelente estilo, y unos apuntes autobiográficos, Confesión sincera de mis actos y pensamientos.